# 灰头绿背织雀
灰头绿背织雀（学名：Delacourella capistrata）是梅花雀科绿背织雀属的一种，为非洲的常见鸟类。其全球活动范围有800,000平方千米。分布于贝宁、布基纳法索、喀麦隆、中非共和国、乍得、刚果民主共和国、科特迪瓦、冈比亚、加纳、几内亚、几内亚比绍、马里、尼日利亚、塞拉利昂、苏丹、多哥和乌干达。该物种的保护状况被评为无危。